# Горчива любов (теленовела, 2024)
Горчива любов (на испански: Amor amargo) е предстояща мексиканска теленовела, режисирана от Хуан Карлос Муньос, Хорхе Роблес и Маноло Фернандес и продуцирана от Педро Ортис де Пинедо за ТелевисаУнивисион през 2024 г. Версията, написана от Оскар Ортис де Пинедо в сътрудничество с Ектор Фореро и Габриела Руфо, е базирана на португалската теленовела Островът на любовта, създадена от Мария Жоао Мира и Диого Хорта.
В главните роли са Ана Белена и Андрес Паласиос, а в отрицателните – Даниела Ромо, Артуро Пениче и Марта Хулия.

## Сюжет
Томас е главен изпълнителен директор на верига мексикански магазини и пътува до Керетаро с екипа си, за да участва в един от най-важните панаири на занаятите в страната. На това събитие той среща Габриела Сан Хосе, независима и разчитаща на себе си жена, която отива на панаира като изложител на ръчно изработени изделия, направени в сътрудничество с група жени предприемачи. Когато Томас среща Габриела, той вижда жената, за която винаги е мечтал, и решава да я спечели. Тя вижда в него идеалния мъж и не се колебае да му даде шанс. Това, което те не знаят е, че Хайме, бащата на Томас, е бил голямата любов на Беатрис, майката на Габриела.
В миналото Хайме и Беатрис са се обичали, без да измерват последствията от социално-класовите различия и затова Леонор Сан Хосе, майката на Беатрис, се кани да убие Хайме, докато той не решава да напусне града, заричайки се да се върне един ден, за да отмъсти. Когато Томас и Габриела решават, че са подходящи един за друг, те получават различни новини – Беатрис е претърпяла инцидент и Габриела трябва да се върне в града. Когато тя си тръгва, Томас получава обаждане, че баща му е претърпял инцидент и е мъртъв.
На погребението Томас и Габриела научават, че Хайме и Беатрис са били в същата кола, която е паднала в пропаст. Томас и Габриела отказват да повярват, че са деца на двама души, които са се обичали толкова много в миналото, минало, за което изобщо не са знаели. Томас решава, че ще остане в Тодос Лос Сантос, за да отмъсти за смъртта на баща си. Болката му става непреодолима и той е готов на всичко, за да постигне целта си, но Габриела е в центъра на всичко, тъй като тя е внучката на Леонор Сан Хосе, жената, която Хайме е млазил най-много и главният заподозрян за случилото се с него. 

## Актьори
- Даниела Ромо – Леонор Сан Хосе
- Андрес Паласиос – Томас Хименес
- Ана Белена – Габриела Миранда Сан Хосе
- Артуро Пениче – Енрике Оливарес
- Синтия Клитбо – Беатрис Сан Хосе
- Франсиско Гаторно – Хайме Хименес
- Марта Хулия – Магдалена Мурай
- Алехандро Авила – Гилермо Сан Хосе
- Беатрис Морено – Биенвенида Руис
- Адалберто Пара – Исраел Перес
- Лиси Мартинес – Вера Оливарес
- Рикардо Франко – Хоакин Ардила Роблес
- Джесика Декоте – Лусия де Оливарес
- Карла Фарфан – Мириам Миранда Сан Хосе
- Карена Флорес – Ева Миранда Сан Хосе
- Педро Балдо – Андрес Хименес
- Алехандра Прокуна – Долорес Лопес
- Магда Карина – Алисия Санчес
- Лус Мария Агилар – Делирио Валдес
- Серхио Клейнер – Д-р Клаудио Ернандес Калвийо
- Хулио Манино – Клаудио Торихос Бараса
- Хуан Анхел Еспарса – Хулио Мартинес
- Еванхелина Соса – Марта Гера
- Фернандо Роблес – Киприано "Чевес" Руис
- Оскар Меделин – Франсиско Карера
- Даниел Гама – Емилио Дуарте
- Федерико Еспехо – Марлон Смит
- Лорена Меритано – Офелия Касанова
- Марко Уриел – Максимо Сан Хосе
- Флора Фернандес – Глория Салватиера
- Луиса Муриел – Сестра Мерседес
- Артуро Посада – Пауло Мартинес
- Ева Даниела – Каталина Оливарес
- Италиви Ороско – Ситлали Валдес
- Валерия Масини – Кандела Мурай
- Армандо Андраде – Хуан Педро Гера
- Алаин Саид – Хилберто Сантос
- Родриго Риос – Симон Алехандро
- Фиона Осио – Лиса Уерта
- Ванеса Лопес – Минерва Гера
- Хулия Арсе – Клео

## Премиера
Премиерата на „Горчива любов“ е на 4 ноември 2024 г. по Las Estrellas. Последният 82 епизод е излъчен на 23 февруари 2025 г.
| Година    | Излъчване              | Брой епизоди | Премиера       | Премиера         | Финал            | Финал            |
| Година    | Излъчване              | Брой епизоди | Дата           | Зрители (в млн.) | Дата             | Зрители (в млн.) |
| --------- | ---------------------- | ------------ | -------------- | ---------------- | ---------------- | ---------------- |
| 2024-2025 | понеделник-петък 18:30 | 82           | 4 ноември 2024 | 2.27             | 23 февруари 2025 |                  |

## Продукция
На 10 юни 2024 г. е съобщено, че Педро Ортис де Пинедо е започнал кастинг за главната героиня в следващата му теленовела, озаглавена Горчива любов, като Андрес Паласиос, Марта Хулия и Валерия Масини са потвърдени като част от актьорския състав. На 15 юли 2024 г. Ана Белена е потвърдена за главната женска роля, а Даниела Ромо и Артуро Пениче са избрани за антагонистите в историята. Записите започват на 31 юли 2024 г.

## Версии
- Островът на любовта, португалска теленовела от 2007-2008 г., продуцирана за португалския канал TVI, с участието на София Алвеш и Марко Д'Алмейда.